# Franz Joseph Maximilian von Lobkowitz

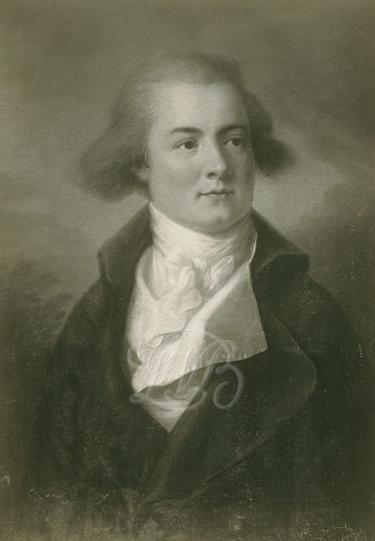
Franz Joseph Maximilian von Lobkowitz geschilderd door Friedrich Oelenhainz

Franz Joseph Maximilian von Lobkowitz (Raudnitz an der Elbe, 7 december 1772 - Wittingau, 15 december 1816) was een Oostenrijkse prins, generaal-majoor, kunstliefhebber en mecenas (van met name Beethoven).

## Levensloop
Naast zijn militaire inspanningen viel hij vooral op door zijn uitgesproken gedrag als mecenas voor kunstenaars, literatuur en muziek. Zelf muzikaal zette hij zich met name in voor het een entree bieden voor onbemiddelde componisten. Zo gaf hij compositieopdrachten aan Haydn en liet de werken van Beethoven op openbare concerten uitvoeren, waarbij de opbrengst ten goede van de componist kwam.
Zowel op zijn landgoederen in Rauditz en Eisenberg als in zijn Weense paleis hield Lobkowitz eigen orkesten in stand, waarin hij zelf ook soms mee speelde. Hij was ook oprichter van het Weense Gesellschaft für Musikfreunde en het Gesellschaft zur Förderung der Musikkultur in Bohemen; hij bevorderde de toegang van burgerlijke kringen tot muziek en cultuur. Zijn ruimhartig functioneren als mecenas bracht Lobkovitz in zijn laatste levensjaren in financiële problemen.
In 1792 huwde hij met prinses Maria Karoline von Schwarzenberg; zij kregen 12 kinderen.
Met prins Kinsky en aartsbisschop Rudolf gaf hij sinds 1809 aan Beethoven een jaargeld van 4000 florijnen. Aan hem wijdde Beethoven de kwartetten opus 18; de symfonie nr 3,  5, 6; het kwartet opus 74 en de liederencyclus An die ferne Geliebte.

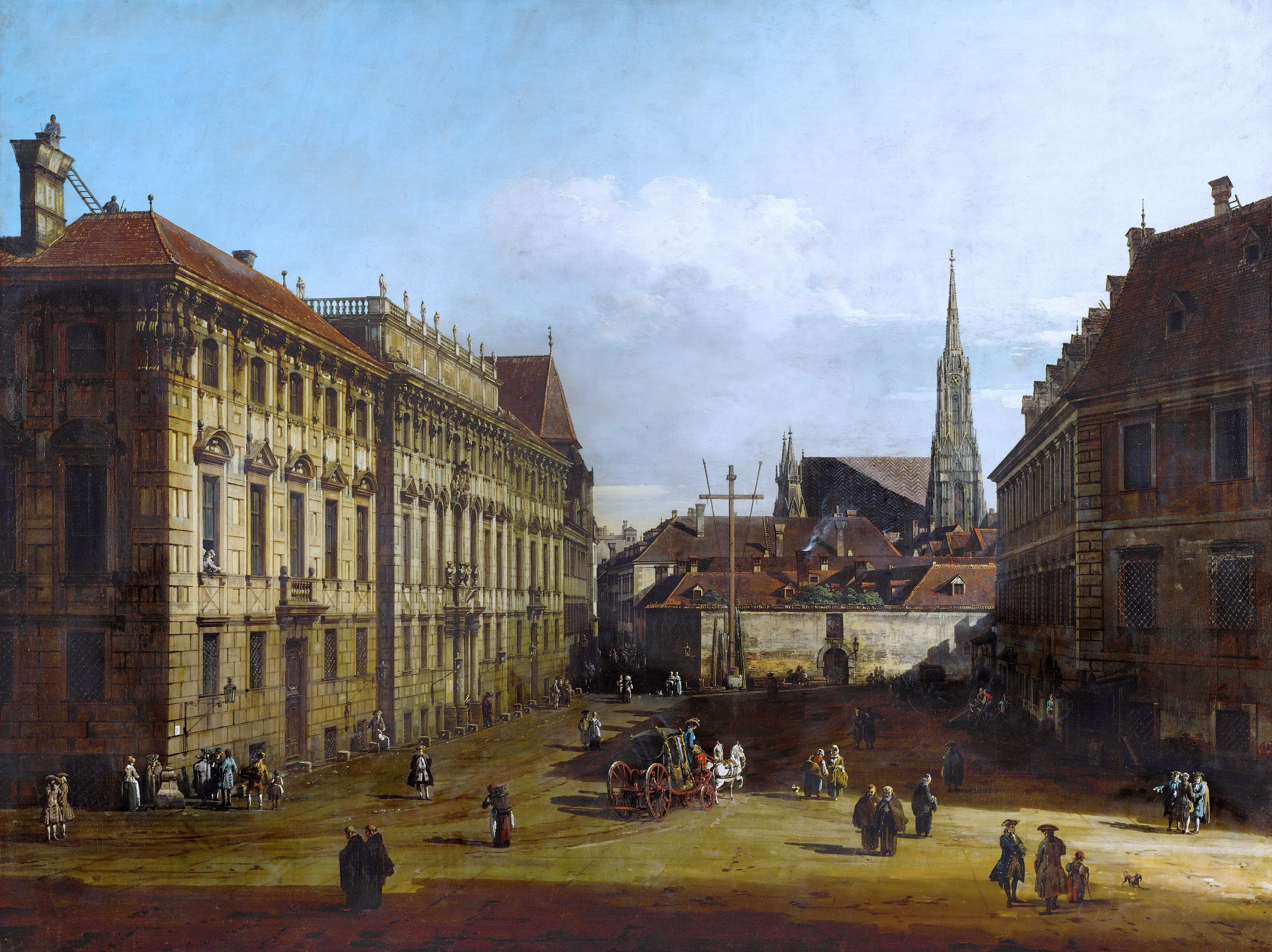
Het Paleis Lobkowitz (links) rond 1760, geschilderd door Canaletto

Beethoven mocht van het orkest gebruikmaken voor besloten voorstellingen; wat hij o.a. voor uitgebreide repetities voor de Eroica deed en waar ook de première plaatsvond.